# It's All Gone Pete Tong
It's All Gone Pete Tong è un film del 2004 diretto da Michael Dowse.
Film di produzione britannico-canadese con protagonista Paul Kaye nel ruolo di Frankie Wilde, un DJ affetto da sordità.

## Titolo
Il titolo del film è un gioco di parole riferito all'espressione del rhyming slang Cockney "it's all gone a bit wrong", in cui però viene citato il DJ Pete Tong.

## Remake
Un remake del film dal titolo Soundtrack è stato realizzato nel 2011 nel cinema di Bollywood, in particolare dal regista Neerav Ghosh.